# Mistrzostwa Świata w Snowboardzie 2011
Mistrzostwa Świata w Snowboardzie 2011 były to dziewiąte mistrzostwa świata w snowboardzie. Odbyły się w dniach 15-22 stycznia 2011 r. w hiszpańskiej miejscowości La Molina.
Były to drugie w historii mistrzostwa świata w sporcie zimowym zorganizowane w Hiszpanii po mistrzostwach świata w narciarstwie alpejskim w 1996 r.
Zdobywca srebrnego medalu w big air mężczyzn, Kanadyjczyk Zachary Stone, został zdyskwalifikowany za doping.

## Wyniki

### Mężczyźni
| Konkurencja                 | Data        | Złoto            | Czas/Pkt      | Srebro              | Czas/Pkt     | Brąz               | Czas/Pkt           |
| Big Air szczegóły           | 15 stycznia | Petja Piiroinen  | 51.7          | Seppe Smits         | 48.9         | Rocco van Straten  | 47.4               |
| Snowcross szczegóły         | 18 stycznia | Alex Pullin      | Alex Pullin   | Seth Wescott        | Seth Wescott | Nate Holland       | Nate Holland       |
| Gigant Równoległy szczegóły | 19 stycznia | Benjamin Karl    | Benjamin Karl | Rok Marguč          | Rok Marguč   | Roland Fischnaller | Roland Fischnaller |
| Half-Pipe szczegóły         | 20 stycznia | Nathan Johnstone | 26.8          | Iouri Podladtchikov | 26.2         | Markus Malin       | 24.3               |
| Slalom Równoległy szczegóły | 22 stycznia | Benjamin Karl    | Benjamin Karl | Simon Schoch        | Simon Schoch | Rok Marguč         | Rok Marguč         |
| Slopestyle szczegóły        | 22 stycznia | Seppe Smits      | 28.7          | Niklas Mattsson     | 28.1         | Ville Paumola      | 26.2               |

### Kobiety
| Konkurencja                 | Data        | Złoto                | Czas/Pkt             | Srebro              | Czas/Pkt            | Brąz              | Czas/Pkt          |
| Snowcross szczegóły         | 18 stycznia | Lindsey Jacobellis   | Lindsey Jacobellis   | Nelly Moenne-Loccoz | Nelly Moenne-Loccoz | Dominique Maltais | Dominique Maltais |
| Gigant Równoległy szczegóły | 19 stycznia | Alona Zawarzina      | Alona Zawarzina      | Claudia Riegler     | Claudia Riegler     | Doris Günther     | Doris Günther     |
| Half-Pipe szczegóły         | 20 stycznia | Holly Crawford       | 26.7                 | Ursina Haller       | 23.4                | Liu Jiayu         | 22.5              |
| Slalom Równoległy szczegóły | 22 stycznia | Hilde-Katrine Engeli | Hilde-Katrine Engeli | Nicolien Sauerbreij | Nicolien Sauerbreij | Claudia Riegler   | Claudia Riegler   |
| Slopestyle szczegóły        | 22 stycznia | Enni Rukajärvi       | 28.2                 | Šárka Pančochová    | 25.2                | Shelly Gotlieb    | 21.6              |

## Tabela medalowa
| Lp. | Państwo           | złoto | srebro | brąz | razem |
| --- | ----------------- | ----- | ------ | ---- | ----- |
| 1   | Australia         | 3     | 0      | 0    | 3     |
| 2   | Austria           | 2     | 1      | 2    | 5     |
| 3   | Finlandia         | 2     | 0      | 2    | 4     |
| 4   | Stany Zjednoczone | 1     | 1      | 1    | 3     |
| 5   | Belgia            | 1     | 1      | 0    | 2     |
| 6   | Norwegia          | 1     | 0      | 0    | 1     |
| 6   | Rosja             | 1     | 0      | 0    | 1     |
| 8   | Szwajcaria        | 0     | 3      | 0    | 3     |
| 9   | Holandia          | 0     | 1      | 1    | 2     |
| 9   | Kanada            | 0     | 1      | 1    | 2     |
| 9   | Słowenia          | 0     | 1      | 1    | 2     |
| 12  | Czechy            | 0     | 1      | 0    | 1     |
| 12  | Francja           | 0     | 1      | 0    | 1     |
| 12  | Szwecja           | 0     | 1      | 0    | 1     |
| 15  | Chiny             | 0     | 0      | 1    | 1     |
| 15  | Nowa Zelandia     | 0     | 0      | 1    | 1     |
| 15  | Włochy            | 0     | 0      | 1    | 1     |